# Alstad-stenen
 Ikke at forveksle med Alsted-stenen.
Alstad-stenen (norsk rigsmål: Alstad-stenen; bokmål: Alstad-steinen) er en norsk runesten fra slutningen af 900-tallet. Den har rig ornamentering i såkaldt ringerikestil. Den befinder sig på Universitetets Oldsaksamling, der hører under Universitetet i Oslo, efter den blev flyttet fra gården Alstad i Østre Toten.